# Wirus metamorficzny
Wirus metamorficzny – typ wirusa posiadający zdolność edycji, oraz duplikowania swojego kodu źródłowego. W przeciwieństwie do wirusa polimorficznego, wirus metamorficzny nie jest zaszyfrowany. Cechą charakterystyczną wirusa metamorficznego jest ciągła edycja jego kodu, która utrudnia jego wykrycie przez program antywirusowy.